# Nimfa
 Ovo je glavno značenje pojma Nimfa. Za vrstu papige pogledajte Nimfa (ptica).
Nimfe (grč. νύμφη, númphê: djevojka) u grčkoj mitologiji snage su prirode utjelovljene u polubožanske mlade žene. Žive vrlo dugo, otprilike 100 000 godina.  

## Etimologija
Grčka riječ νύμφη ima značenje "mladenka" i "prekrivena velom", odnosno označava djevojku spremnu za udaju. Prema Hesihiju, jedno od značenja također je i "ružin pupoljak".

## Mitologija
Nimfe su prikazivane kao prekrasne mlade žene. Povezane su s božanstvima - Artemidom, Apolonom, Dionizom te s Panom i Hermesom. Često su bile mete požudnih satira. Bile su ljubavnice mnogih bogova - Zeusa, Apolona, Posejdona, a također i smrtnika - Minosa, Sizifa i Odiseja. Živjele su u prirodi, u planinama, rijekama, izvorima, dolinama itd.

### Podjela
Postoji više vrsta nimfi:

#### Zemaljske nimfe
- Alseide - nimfe dolina i gajeva; voljele su plašiti putnike
- Napeje - nimfe dolina s drvećem i gajeva; stidljive ali vesele, povezivane s Artemidom
- Aulonijade - nimfe pašnjaka; često u Panovu društvu; Euridika je bila ova vrsta nimfe
- Lejmakide ili Lejmonijade - nimfe livada
- Oreade - nimfe gorja i planina; Artemidine družice
- Minta - nimfa rijeke Kokit
- Hesperide - nimfe u svome izoliranu vrtu jabuka
- Hamadrijade - nimfe hrasta
  - Drijade - nimfe drveća i šuma
  - Melije - nimfe jasena
  - Leuka - nimfa bijele jasike
  - Epimelijade - nimfe jabuka, zaštitnice ovaca

#### Vodene nimfe
- Helijade - sestre Faetonove, nakon smrti su pretvorene u crne topole.
- Okeanide - nimfe oceana, slane vode
- Nerejide - nimfe mora, pogotovo Sredozemlja
- Najade - nimfe slatkih voda, ima ih pet vrsta, Krineje (fontane, izvori); Limnade ili Limnatide (jezera), Pegeje (potoci), Potameide (rijeke), Elionome (močvare)
- Plejade - nimfe, kćeri Okeanide Plejone i Atlanta
- Sirene - nimfe s gornjim dijelom tijela djevojke i ribljim repom, morske nimfe

#### Ostale nimfe
- Korikijske nimfe - nimfe koričkih izvora
- Lampade - nimfe podzemlja
- Muze - nimfe i božice umjetnosti i znanosti
- Helijade - sestre Helijeva sina Faetonta, neutješne zbog njegove smrti na Helijevim kolima
- Hijade - nimfe, Hijove sestre, zvijezde i sestre Plejada
- Lamuzidijske nimfe - Lamusove kćeri i Dionizove dojilje
- Jonske nimfe - nimfe koje su liječile bolesti
- Menade - lude nimfe, Dionizove pratilje

### Nimfe
- Alkiona
- Amalteja
- Amfitrita
- Aretuza
- Argiopa
- Argira
- Asterodija
- Asteropa
- Biblis
- Britomartida
- Dafna
- Despina
- Diona
- Egerija
- Egina
- Elektra
- Eurinoma
- Galateja
- Harmonija
- Kalijadna
- Kalipso
- Kalista
- Karmentida
- Kelena
- Klimena
- Klitija
- Koronida
- Krisopelija
- Larisa
- Leta
- Liriopa
- Maja
- Melita
- Meropa
- Oinona
- Palada
- Periboja
- Perzeja
- Pirena
- Plejona
- Rodeja
- Rodopa
- Praksiteja
- Salamakija
- Salmonida
- Sirinks
- Stereopa
- Stiks
- Tajgeta
- Talija
- Telesto
- Tetida
- Tosa

## Vanjske poveznice
- Nimfe u klasičnoj literaturi i umjetnosti  Arhivirana inačica izvorne stranice od 20. kolovoza 2010. (Wayback Machine) (engl.)
- Nimfe u grčkoj mitologiji (engl.)